# 윤재상
윤재상(尹在相, 1958년 11월 15일 ~ )은 대한민국 인천광역시의회 의원이다.

## 학력
- 삼량종합고등학교 졸업

## 경력
- 2002.07 ~ 2006.04 : 제4대 강화군의회 의원
  - 제4대 강화군의회 운영위원장
- 2010.07 ~ 2014.06 : 제6대 인천광역시의회 의원
  - 제6대 인천광역시의회 산업위원회 부위원장
  - 제6대 인천광역시의회 예산결산위원회 제1부위원장
- 2015.04 ~ 2018.04 : 제7대 강화군의회 의원
  - 2016.07 ~ 2018.04 : 제7대 강화군의회 후반기 의장
- 2018년 7월 1일 ~ 2022년 3월 30일: 제8대 인천광역시의회 의원
  - 제8대 인천광역시의회 의회운영위원회 위원
  - 제8대 인천광역시의회 산업경제위원회 부위원장
  - 제8대 인천광역시의회 예산결산위원회 부위원장
- 2025.04 ~ 제9대 인천광역시의회 의원
- 2025.04 ~ 제9대 인천광역시의회 후반기 문화복지위원회 위원

## 역대 선거 결과
|  | 33.68% |

|  | 30.00% |

|  | 61.32% |

|  | 54.26% |

|  | 58.83% |

|  | 17.31% |

|  | 58.75% |